# Georg Achen
Georg Nicolai Achen n. 23 iulie 1860, Frederikssund, Regiunea Hovedstaden, Danemarca – d. 6 ianuarie 1912, Frederiksberg, Danemarca a fost un pictor danez. A fost unul dintre cei mai importanți naturaliști ai generației sale, din anii 1890 fiind specializat în portrete. 

## Biografie

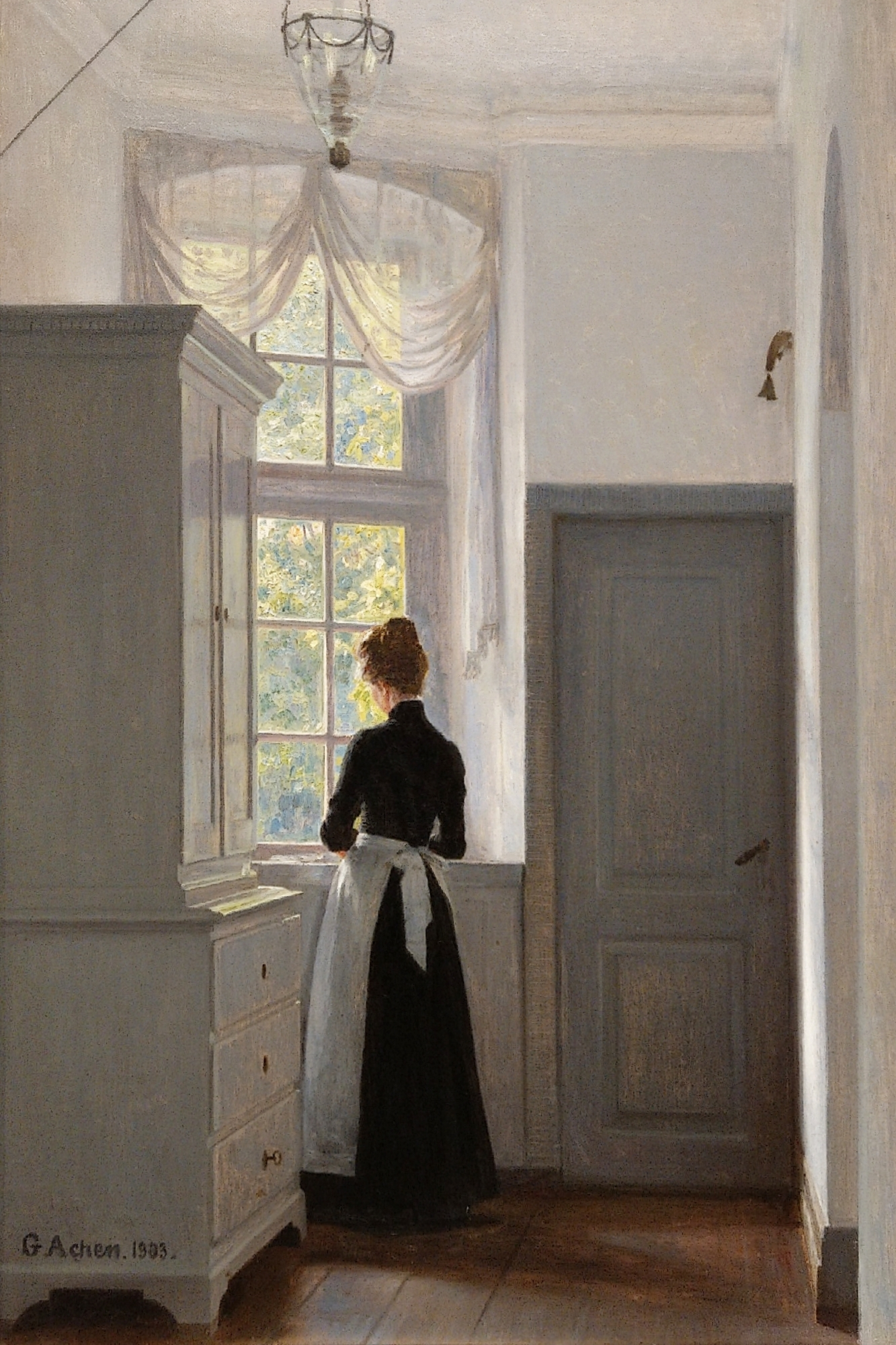
Georg Achen: Drømmevinduet (1903)

S-a născut în Frederikssund și s-a mutat împreună cu familia la Copenhaga în 1871 și a fost fratele mai mic al arhitectului Eggert Achen. Achen a studiat pentru prima dată pictura sub îndrumarea lui Vilhelm Kyhn înainte de a urma cursurile Academiei Regale Daneză de Arte Plastice din 1877 până în 1883. Ulterior, a studiat sub îndrumarea lui P.S. Krøyer la Kunstnernes Frie Studieskoler. A expus pentru prima dată la Charlottenborg în 1883 și la Den Frie în 1896.
În anii 1880, a pictat în principal peisaje, dar din 1890, a devenit unul dintre cei mai populari pictori portretiști din Danemarca, creând în special picturi artistice ale membrilor familiei sale. Sub influența lui Vilhelm Hammershøi, interioarele sale cu un personaj feminin întunecat în nuanțe de roz, gri și maroniu atestă abordarea sa estetică simplă. Una dintre cele mai apreciate lucrări ale sale este Drømmeviduet (Fereastra visului), o pictură în ulei a unei domnișoare care privește pe una dintre ferestrele din Liselund Slot, pictată în 1903. 
Georg Achen a murit la Frederiksberg la 6 ianuarie 1912.

## Premii
În 1890, Aachen a primit medalia Thorvaldsen pentru Min Moders Portræt, un portret al mamei sale. 